# Dekanat Kolbuszowa Wschód
Dekanat Kolbuszowa Wschód – dekanat diecezji rzeszowskiej składający się z 7 parafii, powstały w wyniku podziału dekanatu Kolbuszowa w 2012 r.:
- Cmolas – Przemienienia Pańskiego
- Kolbuszowa – Wszystkich Świętych
- Kolbuszowa Górna – Matki Bożej Wspomożenia Wiernych
- Kupno – św. Jana Chrzciciela
- Poręby Dymarskie – św. Stanisława i Wojciecha
- Werynia – św. Maksymiliana Kolbe
- Zarębki – Najświętszej Maryi Panny Matki Kościoła